# Josef Černý (Politiker, 1885)

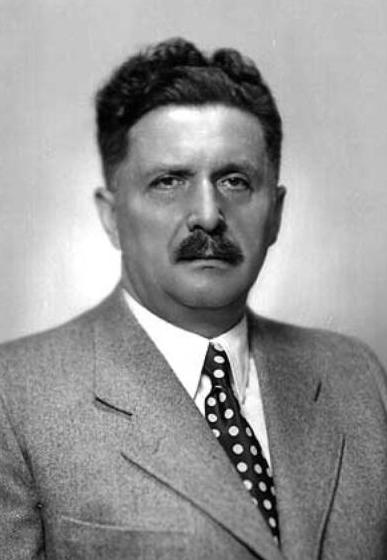
Josef Černý

Josef Černý (* 28. Februar 1885 in Nepolisy; † 7. Dezember 1971 in New York) war tschechoslowakischer Politiker, Abgeordneter für die Českoslovanská strana agrární (kurz „Agrarpartei“) und Minister.

## Leben
Josef Černý entstammte einer alten Bauernfamilie. Er studierte Jura und engagierte sich in verschiedenen Vereinen der Agrarier und in der Agrarpartei selbst. 1918 wurde er in die Revolutionäre Nationalversammlung und 1920 in die reguläre Nationalversammlung gewählt und blieb dort Abgeordneter ununterbrochen mehrere Wahlperioden lang bis 1939.
Vom 14. Februar 1934 bis 22. September 1938 bekleidete Josef Černý mehrmals das Amt des Innenministers, und zwar in folgenden Regierungen:
- Regierung Jan Malypetr II (14. Februar 1934 – 4. Juni 1935)
- Regierung Jan Malypetr III (4. Juni 1935 – 5. November 1935)
- Regierung Milan Hodža I (5. November 1935 – 18. Dezember 1935)
- Regierung Milan Hodža II (18. Dezember 1935 – 21. Juli 1937)
- Regierung Milan Hodža III (21. Juli 1937 – 22. September 1938)

Nach dem Kriegsende wurde Černý bereits am 9. August 1945 verhaftet und der Kollaboration beschuldigt. In einem Prozess vor dem neu errichteten Národní soud (im Tschechischen Nationalgericht im Sinne von Volksgericht), das von 30. Januar 1947 bis 21. April 1947 stattfand, standen außer Josef Černý auch die Premierminister Rudolf Beran und Jan Syrový sowie die Minister Otakar Fischer und Jiří Havelka. Anders als seine Mitangeklagten Beran und Syrový erhielten die drei Minister keine Haftstrafe und wurden entlassen.
Nach Februar 1948 emigrierte er mit seiner Ehefrau in die USA, wo er 1948–1969 der Exil-Agrarpartei vorsaß.